# VfB Fortuna Chemnitz
VfB Fortuna Chemnitz e.V. é uma agremiação alemã, fundada a 26 de janeiro de 1996, sediada em Chemnitz, na Saxônia.
Foi formado a partir da fusão de VfB Chemnitz e SV Fortuna Furth Glösa.

## História

BSG Motor

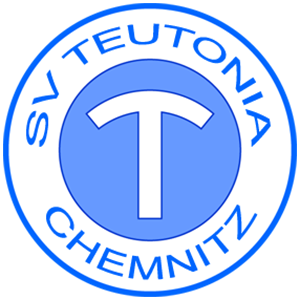
SV Teutonia Chemitz

O mais velho é o VfB, criado em 1901 como Reunion Chemnitz. Em 1914, o clube foi rebatizado FC Hohenzollern antes de se tornar VfB Chemnitz em 1919. Atuou medianamente na Kreisliga Chemnitz até 1923 e na Gauliga Mittelsachsen até 1933. A fusão, em 1938, com o SV Teutonia 1901 Chemnitz fez a associação se transformar em SpVgg 01 Chemnitz.
Após a Segunda Guerra Mundial todas as organizações na Alemanha foram dissolvidos, incluindo esportes e clubes de futebol. Em 1951, a associação foi reconstituída como SG Chemnitz Schloß. Os clubes que jogam no que se tornaria a Alemanha Oriental estavam sujeitos a alterações de nomes frequentes de acordo com o capricho das autoridades esportivas. O Schloß foi logo rebatizado de BSG Handel und Sozial-Versicherung Chemnitz. Quando a cidade foi mudada de nome, em 1953, o time foi nomeado BSG Motor Fritz Heckert Karl-Marx-Stadt honrando um líder trabalhador no movimento do período entre-guerras. O Motor foi promovido para a segunda divisão da DDR-Liga, em 1978, e competiu até sofrer o rebaixamento em 1986.
Voltaria à segunda divisão, em 1989, pouco antes da reunificação alemã e passou as duas temporadas seguintes na transitória NOFV-Liga. Em 1990, Karl-Marx-Stadt virou mais uma vez Chemnitz e o clube, por sua vez tornou-se Chemnitzer Sportverein 51 Heckert antes de ser reformado como VfB Chemnitz, em 1996. A equipe jogou o terceiro e quarto nível na NOFV-Oberliga Süd (III), até ser rebaixado, em 2003, e passando por uma crise financeira que contribuiu para a sua fusão posterior com o Fortuna.